# Жан Борг
Жан Борг (англ. Jean Borg, нар. 8 січня 1998, Валлетта, Мальта) — мальтійський футболіст, фланговий захисник клубу «Сліма Вондерерс» та національної збірної Мальти.

## Ігрова кар'єра

### Клубна
Жан Борг є вихованцем столичного клубу «Валетта», у складі якого Борг дебютував на професійному рівні у 2014 році. За дев'ять років у команді футболіст тричі ставав чемпіоном Мальти, виграв три національних Суперкубки та один Кубок країни.
У січня 2023 року Борг перебрався до Італії. де приєднався до клубу Серії С «Фіделіс Андрія». Але до кінця сезону провів в основі 14 ігор і на наступний сезон повернувся до Мальти - у клуб «Сліма Вондерерс».

### Збірна
Жан Борг виступав за юнацькі та молодіжну збірну Мальти. У березні 2018 року у товариському матчі проти команди Люксембургу Жан Борг дебютував у складі національної збірної Мальти.

## Титули і досягнення
Валетта
- Чемпіон Мальти (3): 2015/16, 2017/18, 2018/19
- Переможець Суперкубка Мальти (3): 2016, 2018, 2019
- Переможець Кубка Мальти (2): 2017/18, 2023/24